# Alucita japonica
Alucita japonica är en fjärilsart som beskrevs av Matsumura 1931. Alucita japonica ingår i släktet Alucita och familjen mångfliksmott, (Alucitidae). Inga underarter finns listade i Catalogue of Life.